# Desa Ngepung (administrativ by i Indonesien, lat -7,87, long 113,07)
Desa Ngepung är en administrativ by i Indonesien.   Den ligger i provinsen Jawa Timur, i den västra delen av landet, 700 km öster om huvudstaden Jakarta.